# WTA-toernooi van Hannover
Het WTA-toernooi van Hannover was een tennistoernooi voor vrouwen dat van 1992 tot en met 2000 plaatsvond in de Duitse plaatsen Essen en Hannover. De laatste officiële naam van het toernooi was Faber Grand Prix.
De WTA organiseerde het toernooi, dat in de categorie "Tier II" viel en werd gespeeld op tapijtbinnenbanen.
Er werd door 28 deelneemsters per jaar gestreden om de titel in het enkelspel, en door 16 paren om de dubbelspeltitel. Aan het kwalificatietoernooi voor het enkelspel namen 32 speelsters deel, met vier plaatsen in het hoofdtoernooi te vergeven.

## Officiële namen
| 1992–1994 | Nokia Grand Prix |
| 1995      | geen toernooi    |
| 1996–2000 | Faber Grand Prix |

## Meervoudig winnaressen enkelspel
| speelster    | aantal titels | in de jaren |
| ------------ | ------------- | ----------- |
| Jana Novotná | 2             | 1994, 1999  |
| Iva Majoli   | 2             | 1996, 1997  |

## Finales

### Enkelspel
| Datum      | Naam                 | ($)           | Winnares          | Verliezend finaliste | Uitslag       |               |
| ---------- | -------------------- | ------------- | ----------------- | -------------------- | ------------- | ------------- |
| 1992-02-03 | Nokia Grand Prix (E) | 350.000       | Monica Seles      | Mary Joe Fernandez   | 6-0, 6-3      | details       |
| 1993-10-25 | Nokia Grand Prix (E) | 375.000       | Natalia Medvedeva | Conchita Martínez    | 6-7, 7-5, 6-4 | details       |
| 1994-10-24 | Nokia Grand Prix (E) | 400.000       | Jana Novotná      | Iva Majoli           | 6-2, 6-4      | details       |
| 1995       | geen toernooi        | geen toernooi | geen toernooi     | geen toernooi        | geen toernooi | geen toernooi |
| 1996-02-19 | Faber Grand Prix (E) | 450.000       | Iva Majoli        | Jana Novotná         | 7-5, 1-6, 7-6 | details       |
| 1997-02-17 | Faber Grand Prix (H) | 450.000       | Iva Majoli        | Jana Novotná         | 4-6, 7-6, 6-4 | details       |
| 1998-02-16 | Faber Grand Prix (H) | 450.000       | Patty Schnyder    | Jana Novotná         | 6-0, 2-6, 7-5 | details       |
| 1999-02-15 | Faber Grand Prix (H) | 450.000       | Jana Novotná      | Venus Williams       | 6-4, 6-4      | details       |
| 2000-02-14 | Faber Grand Prix (H) | 535.000       | Serena Williams   | Denisa Chládková     | 6-1, 6-1      | details       |

* (E)=Essen, (H)=Hannover

### Dubbelspel
| Datum      | Naam                 | ($)           | Winnaressen                           | Verliezend finalistes            | Uitslag       |               |
| ---------- | -------------------- | ------------- | ------------------------------------- | -------------------------------- | ------------- | ------------- |
| 1992-02-03 | Nokia Grand Prix (E) | 350.000       | Katerina Maleeva Barbara Rittner      | Sabine Appelmans Claudia Porwik  | 7-5, 6-3      | details       |
| 1993-10-25 | Nokia Grand Prix (E) | 375.000       | Arantxa Sánchez Vicario Helena Suková | Wiltrud Probst Christina Singer  | 6-2, 6-2      | details       |
| 1994-10-24 | Nokia Grand Prix (E) | 400.000       | Maria Lindström Maria Strandlund      | Jevgenia Manjoekova Leila Meschi | 6-2, 6-1      | details       |
| 1995       | geen toernooi        | geen toernooi | geen toernooi                         | geen toernooi                    | geen toernooi | geen toernooi |
| 1996-02-19 | Faber Grand Prix (E) | 450.000       | Meredith McGrath Larisa Neiland       | Lori McNeil Helena Suková        | 3-6, 6-3, 6-2 | details       |
| 1997-02-17 | Faber Grand Prix (H) | 450.000       | Nicole Arendt Manon Bollegraf         | Larisa Neiland Brenda Schultz    | 4-6, 6-3, 7-6 | details       |
| 1998-02-16 | Faber Grand Prix (H) | 450.000       | Lisa Raymond Rennae Stubbs            | Jelena Lichovtseva Caroline Vis  | 6-1, 6-7, 6-3 | details       |
| 1999-02-15 | Faber Grand Prix (H) | 450.000       | Serena Williams Venus Williams        | Alexandra Fusai Nathalie Tauziat | 5-7, 6-2, 6-2 | details       |
| 2000-02-14 | Faber Grand Prix (H) | 535.000       | Åsa Carlsson Natallja Zverava         | Silvia Farina Karina Habšudová   | 6-3, 6-4      | details       |

* (E)=Essen, (H)=Hannover
Essen: 1992 · 1993 · 1994 · 1995 · 1996 — Hannover: 1997 · 1998 · 1999 · 2000
ITF-toernooien (mannen en vrouwen)

ATP-toernooien (mannen) – ATP-seizoen 2025

WTA-toernooien (vrouwen) – WTA-seizoen 2025

Voormalige toernooien mannen
Voormalige toernooien vrouwen
Voormalige amateurtoernooien